# 15950 Даллаґо
15950 Даллаґо (15950 Dallago) — астероїд головного поясу, відкритий 17 січня 1998 року.
Тіссеранів параметр щодо Юпітера — 3,406.